# Ecnomus singkarakensis
Ecnomus singkarakensis is een schietmot uit de familie Ecnomidae. De soort komt voor in het Oriëntaals gebied.